# Base Aérea de Porto Velho
A Base Aérea de Porto Velho - BAPV é uma base da Força Aérea Brasileira localizada na cidade de Porto Velho, capital do estado de Rondônia.
Concebida pela necessidade de interiorização de a Força Aérea Brasileira, com o objetivo de defender as fronteiras da Amazônia e suas riquezas naturais. A BAPV foi construída em tempo recorde, apenas 13 meses, e inaugurada em 31 de outubro de 1984, pelo então Presidente da República João Batista de Oliveira Figueiredo.

## Unidades aéreas
- 2º Esquadrão do 8º Grupo de Aviação (2º/8º GAV) ou Esquadrão Poti, equipado com helicópteros UH-1 Iroquoise HB-50 Esquilo. Atualmente opera a aeronave de fabricação russa  AH-2 Sabre.
- 2º Esquadrão do 3º Grupo de Aviação (2º/3º GAV), o Esquadrão Grifo, equipado com aeronaves de caça (ataque leve) AT-27 (Embraer EMB 312 Tucano). No final deste mesmo ano a unidade passou a voar com as modernas aeronaves A/T-29 Super-Tucano.

A base contava ainda com uma aeronave C-98 (Cessna 208 Caravan) para funções administrativas.